# الحسار (السوم)

تعديل مصدري - تعديل

الحسار هي إحدى قرى عزلة السوم بمديرية السوم التابعة لمحافظة حضرموت، بلغ تعداد سكانها 117 نسمة حسب تعداد اليمن لعام 2004.